# Hardley
Hardley – wieś w Anglii, w hrabstwie Hampshire, w dystrykcie New Forest. Leży 26 km na południe od miasta Winchester i 116 km na południowy zachód od Londynu.